# Valdeolmos-Alalpardo
Valdeolmos-Alalpardo község Spanyolországban, Madrid tartományban. Valdeolmos-Alalpardo Algete, Fuente el Saz de Jarama, Valdetorres de Jarama, Ribatejada, Fresno de Torote és Daganzo de Arriba községekkel határos. Lakosainak száma 4568 fő (2024).

## Népesség
A település népessége az utóbbi években az alábbiak szerint változott:
| Lakosok száma | 1804 | 2112 | 2543 | 3035 | 3576 | 3689 | 3906 | 4136 | 4396 | 4568 |
|               | 2001 | 2004 | 2007 | 2009 | 2012 | 2014 | 2017 | 2019 | 2022 | 2024 |